# Pommers voetbalkampioenschap 1926/27
In 1926/27 werd het negende Pommers voetbalkampioenschap gespeeld, dat georganiseerd werd door de Baltische voetbalbond. 
Stettiner SC werd kampioen en Titania Stettin vicekampioen. Zij plaatsten zich voor de Baltische eindronde. SC werd derde en Titania werd kampioen. Hierdoor plaatste de club zich ook voor de eindronde om de Duitse landstitel. Hier verloor de club met zware 9-1 cijfers van Holstein Kiel.

## Reguliere competitie

### Bezirksliga Stolp-Köslin
| Plaats | Club                    | Wed. | W | G | V | Saldo | Ptn. |
| ------ | ----------------------- | ---- | - | - | - | ----- | ---- |
| 1.     | SV Viktoria 1909 Stolp  | 8    | 5 | 2 | 1 | 26:12 | 12   |
| 2.     | FC Pfeil 1919 Lauenburg | 8    | 4 | 1 | 3 | 17:19 | 9    |
| 3.     | SV Germania 1903 Stolp  | 8    | 3 | 1 | 4 | 22:20 | 7    |
| 4.     | SV Preußen Köslin       | 8    | 3 | 0 | 5 | 18:20 | 6    |
| 5.     | SV Sturm 1919 Lauenburg | 8    | 3 | 0 | 5 | 8:20  | 6    |

|  | Geplaatst voor de eindronde |

### Bezirksliga Stettin
De Bezirksliga Stargard werd opgedoekt en de clubs speelden nu in de tweede klasse van Stettin. De kampioen uit de tweede klasse mocht het nog opnemen tegen de vicekampioen uit de eerste klasse voor een plaats in de eindronde. 
| Plaats | Club                      | Wed. | W | G | V | Saldo | Ptn. |
| ------ | ------------------------- | ---- | - | - | - | ----- | ---- |
| 1.     | Stettiner FC Titania 1902 | 8    | 7 | 0 | 1 | 20:6  | 14   |
| 2.     | Stettiner SC 1908         | 8    | 5 | 0 | 3 | 23:9  | 10   |
| 3.     | VfB 1908 Stettin          | 8    | 4 | 0 | 4 | 20:19 | 8    |
| 4.     | SC Preußen 1901 Stettin   | 8    | 4 | 0 | 4 | 18:22 | 8    |
| 5.     | SC Blücher 1904 Stettin   | 8    | 0 | 0 | 8 | 6:31  | 0    |

|  | Geplaatst voor de eindronde |
|  | Play-off voor de eindronde. |

Play off
|                 |                 |       |               |         |
| 16 januari 1927 | Stettiner SC 08 | 8 – 0 | Stargarder SC | Stettin |
| 16 januari 1927 |                 |       |               | Stettin |

### Bezirksliga Schneidemühl
De fusie tussen Hertha en Erika Schneidemühl werd in november 1926 ongedaan gemaakt. Beide clubs werden weer zelfstandig, echter trok de club zich voor dit seizoen terug uit de competitie. De resterende wedstrijden werden als nederlaag aangerekend. 
| Plaats | Club                            | Wed. | W | G | V | Saldo | Ptn. |
| ------ | ------------------------------- | ---- | - | - | - | ----- | ---- |
| 1.     | SV Viktoria 1916 Schneidemühl   | 9    | 8 | 0 | 1 | 26:5  | 16   |
| 2.     | SV Deutsche Krone               | 10   | 6 | 0 | 4 | 22:18 | 12   |
| 3.     | FC Germania 1905 Schneidemühl   | 10   | 4 | 1 | 5 | 17:16 | 9    |
| 4.     | SV Graf Schwerin Deutsche Krone | 9    | 3 | 0 | 6 | 5:29  | 6    |
| 5.     | SpVgg Hertha-Erika Schneidemühl | 10   | 2 | 1 | 7 | 18:5  | 5    |
| 6.     | SC Germania Neustettin          | 10   | 2 | 0 | 8 | 7:28  | 4    |

|  | Geplaatst voor de eindronde |

### Bezirksliga Vorpommern-Uckermark/Gollnow

#### Bezirk Vorpommern-Uckermark

##### Groep A
| Plaats | Club                 |
| ------ | -------------------- |
| 1.     | MSV Mars Pasewalk    |
| 2.     | SC Ueckermünde       |
| 3.     | VfB Torgelow         |
| 4.     | SC Preußen Strasburg |
| 5.     | SC Eggesin 1923      |

|  | Geplaatst voor finale |

##### Groep B
| Plaats | Club                 |
| ------ | -------------------- |
| 1.     | Pasewalker SC        |
| 2.     | SC Brüssow 1912      |
| 3.     | SC Vorwärts Löcknitz |
| 4.     | FC Göritz            |

|  | Geplaatst voor finale |

##### Finale
De finale zou op 23 januari 1927 gespeeld worden, toen had Pasewalker al deelgenomen aan de districtsfinale tegen Blücher Gollnow. De club dacht dan ook kampioen van Vorpommern te zijn, maar dat was niet zo. Mars Pasewalk kreeg de titel toebedeeld, echter was het al te laat voor de eindronde. 
| Team 1            | Uitslag | Team 2        |
| ----------------- | ------- | ------------- |
| MSV Mars Pasewalk | w/o     | Pasewalker SC |

#### Bezirk Gollnow
SV 1910 Kolberg speelde de voorbije jaren in de competitie van Köslin en keerde daar na dit seizoen ook weer naar terug.
| Plaats | Club                     | Wed. | W | G | V | Saldo | Ptn. |
| ------ | ------------------------ | ---- | - | - | - | ----- | ---- |
| 1.     | SC Blücher 1911 Gollnow  | 8    | 5 | 3 | 0 | 15:7  | 13   |
| 2.     | SV 1910 Kolberg          | 8    | 5 | 1 | 2 | 30:11 | 11   |
| 3.     | SV Mackensen Greifenberg | 8    | 5 | 1 | 2 | 24:18 | 11   |
| 4.     | SC Treptow 1921          | 8    | 2 | 1 | 5 | 16:32 | 5    |
| 5.     | SC Regenwalde 1920 (1)   | 8    | 0 | 0 | 8 | 2:19  | 0    |

(1): SC Regenswalde trok zich na één speeldag terug, alle overige wedstrijden werden als een 0-2 nederlaag aangerekend.
|  | Finale om de titel |

#### Finale
|                |                    |       |               |         |
| 2 januari 1927 | SC Blücher Gollnow | 4 – 2 | Pasewalker SC | Gollnow |
| 2 januari 1927 |                    |       |               | Gollnow |

## Eindronde
Deelnemers
| Club                     | Gekwalificeerd als              |
| ------------------------ | ------------------------------- |
| FC Viktoria Schneidemühl | Kampioen van Schneidemühl       |
| SC Blücher 1911 Gollnow  | Kampioen van Vorpommern-Gollnow |
| SV Viktoria 09 Stolp     | Kampioen van Stolp              |
| Stettiner FC Titania     | Kampioen Stettin                |
| Stettiner SC             | Vicekampioen Stettin            |

Voorronde
Beide wedstrijden werden op 23 januari gespeeld, Blücher Gollnow had een bye. 
|                 |                   |       |                      |       |
| 23 januari 1927 | SV Viktoria Stolp | 1 – 3 | Stettiner FC Titania | Stolp |
| 23 januari 1927 |                   |       |                      | Stolp |

|                 |                 |       |                          |         |
| 23 januari 1927 | Stettiner SC 08 | 5 – 4 | FC Viktoria Schneidemühl | Stettin |
| 23 januari 1927 |                 |       |                          | Stettin |

SC Blücher Gollnow had een bye. 
Halve finale
|                 |                    |       |                      |         |
| 6 februari 1927 | SC Blücher Gollnow | 1 – 9 | Stettiner FC Titania | Gollnow |
| 6 februari 1927 |                    |       |                      | Gollnow |

Stettiner SC had een bye. 
Finale
|                  |                 |       |                      |         |
| 13 februari 1927 | Stettiner SC 08 | 3 – 1 | Stettiner FC Titania | Stettin |
| 13 februari 1927 |                 |       |                      | Stettin |